# Bugojno
Bugojno è una città della Federazione di Bosnia ed Erzegovina situata nel Cantone della Bosnia Centrale con 34.559 abitanti al censimento 2013. (La regione conta circa 62.000 abitanti)

## Geografia fisica
Dista circa 80 km da Sarajevo, lungo il corso del fiume Vrbas.
Il territorio è montagnoso (l'altezza media è di 570 metri s.l.m.) e in buona parte coperto da boschi e foreste. La massima elevazione è il monte Stozer (1662 metri).

## Etnie e minoranze
La composizione etnica della municipalità era nel 1991 la seguente:
- 42% bosgnacchi
- 34% croati
- 19% serbi
- 3% jugoslavi
- 2% altri

Nel 2012 si stima che la composizione etnica della municipalità era la seguente:
- 80% bosgnacchi
- 16% croati
- 4% altri

## Storia
L'area era un tempo discretamente industrializzata, ma le conseguenze della guerra di Bosnia (1992-1995) sono state negative per questo settore economico.

## Economia
L'economia si basa principalmente sulla forestazione, l'agricoltura e sul turismo invernale, nelle vicinanze si trovano diversi centri sciistici.

## Galleria d'immagini

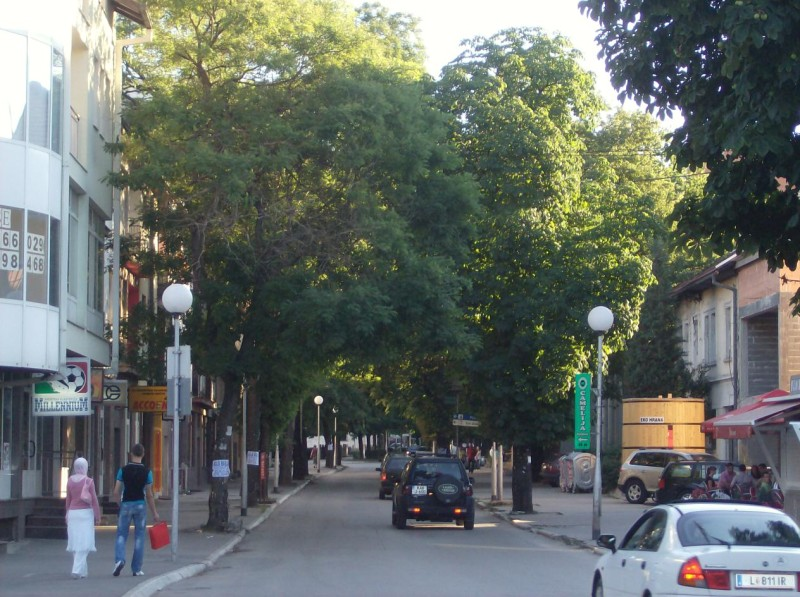
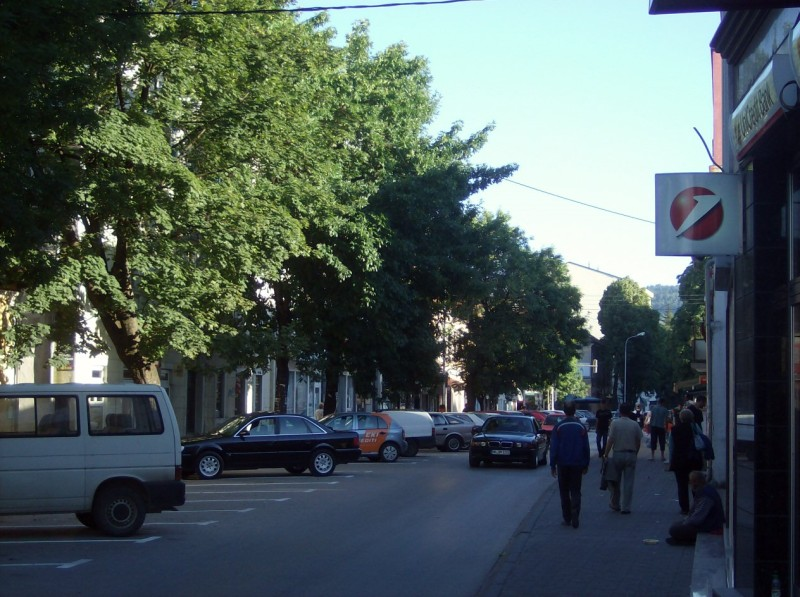
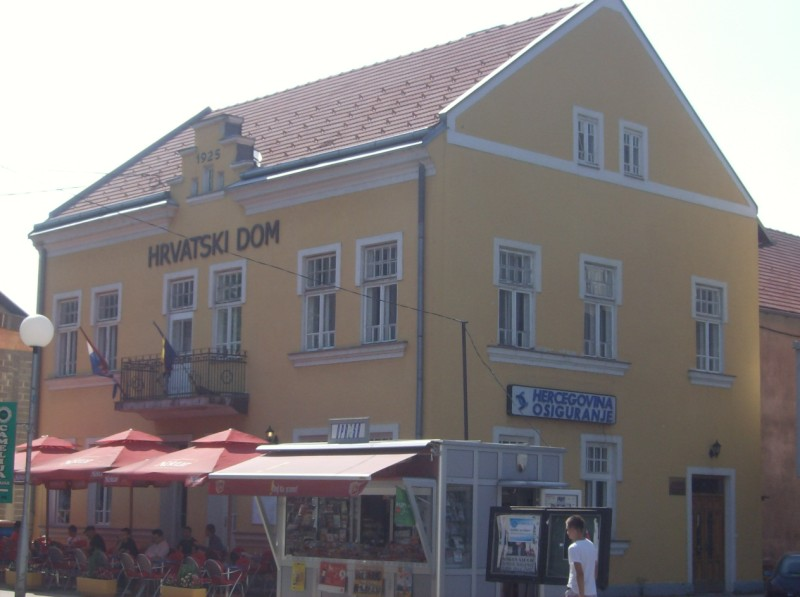
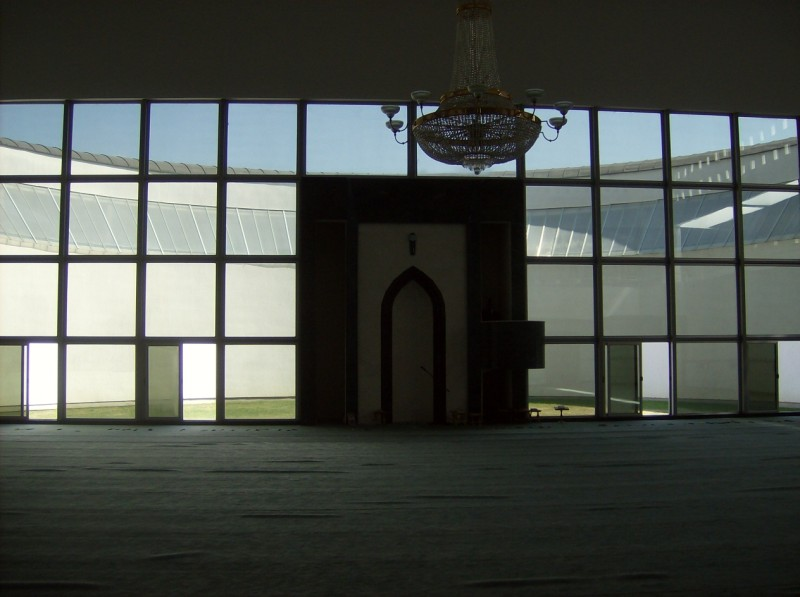
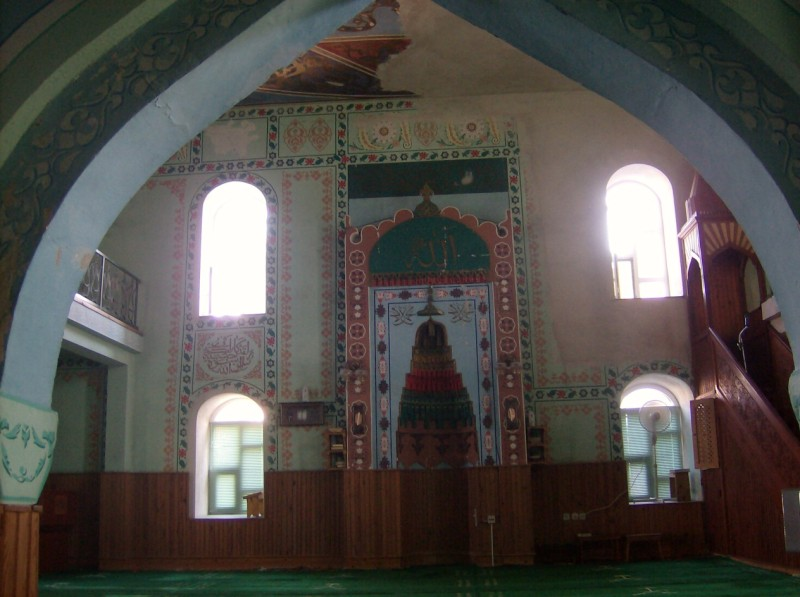
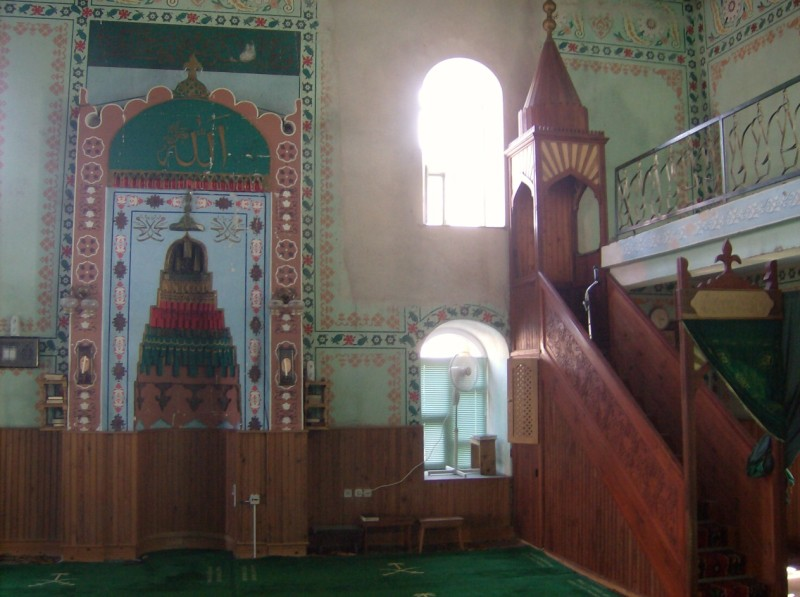
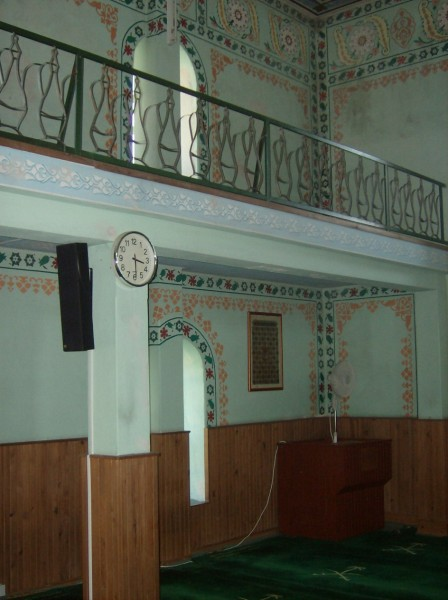
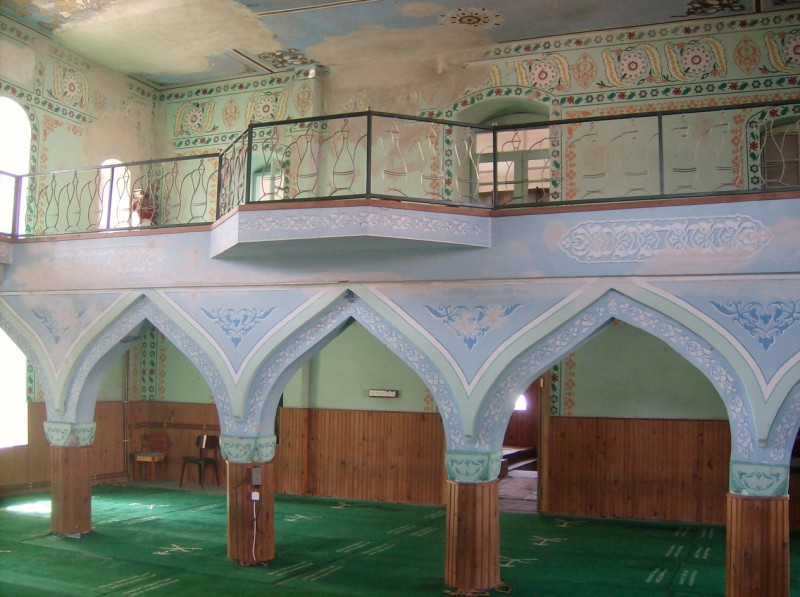
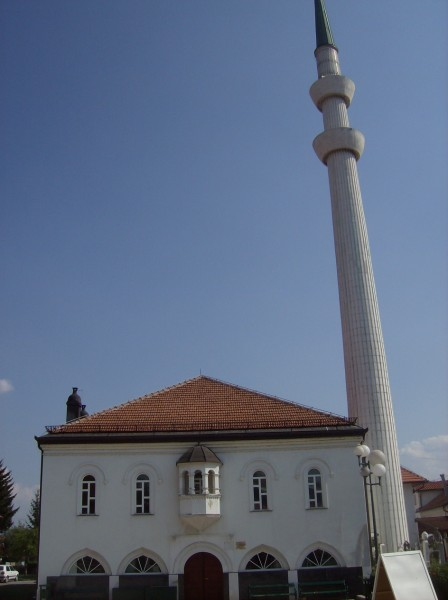
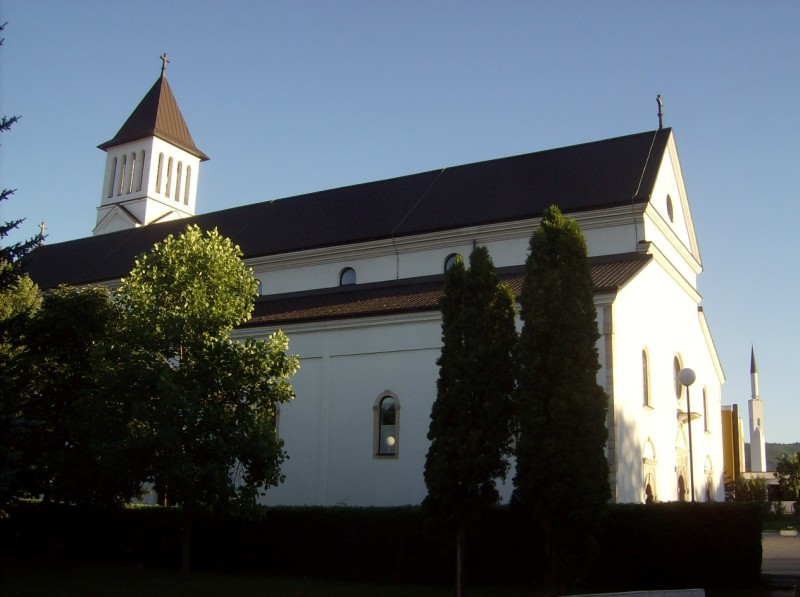
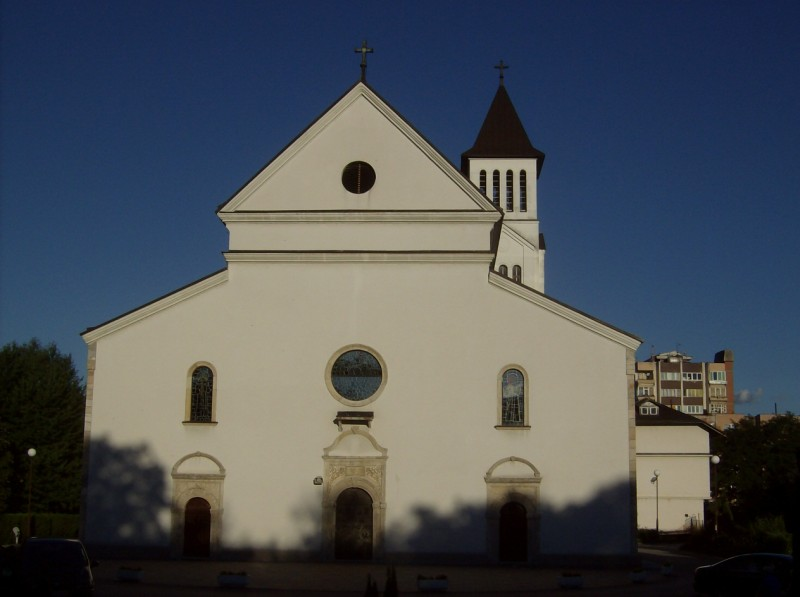
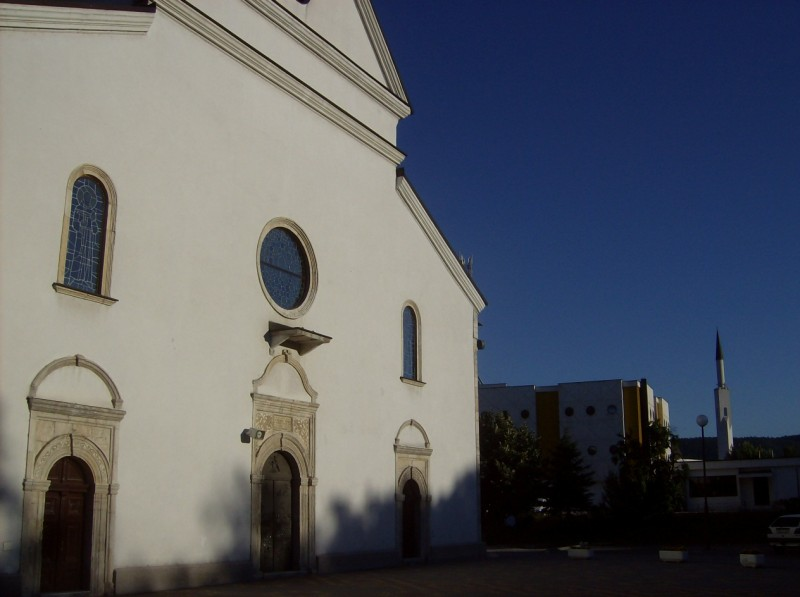
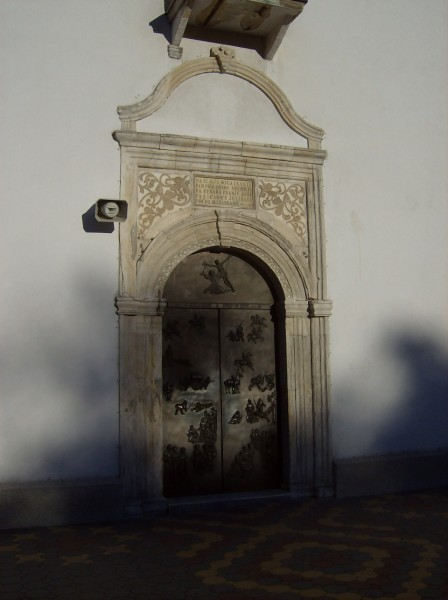